# Dynasty Warriors (film)
Pour plus de détails, voir Fiche technique et Distribution.
Dynasty Warriors (真·三國無雙) est un film d'action sino-hongkongais co-produit et réalisé par Roy Chow et sorti en 2021 en Chine.
C'est l'adaptation de la franchise vidéoludique japonaise Dynasty Warriors de Koei Tecmo.

## Fiche technique
- Titre original : 真·三國無雙
- Titre international : Dynasty Warriors
- Réalisation : Roy Chow
- Scénario : Christine To
- Photographie : Kenny Tse
- Montage : Cheung Ka-fai (en)
- Musique : Yusuke Hatano (en)
- Production : Roy Chow, Christine To et Stephen Shiu Jr.
- Société de production : HMV Digital China
- Société de distribution : Newport Entertainment
- Pays de production :  Chine et  Hong Kong
- Langue originale : cantonais et mandarin
- Format : couleur
- Genre : action, fantastique
- Durée : 118 minutes
- Dates de sortie :
  - Hong Kong : 29 avril 2021
  - Chine : 30 avril 2021

## Distribution
- Louis Koo : Lu Bu
- Carina Lau : le mâitre du château de la forge d'épée
- Wang Kai (en) : Cao Cao
- Tony Yang : Liu Bei
- Han Geng : Guan Yu
- Justin Cheung : Zhang Fei
- Gülnezer Bextiyar : Diao Chan
- Ray Lui : Yuan Shao
- Lam Suet : Dong Zhuo
- Philip Keung : Zhang Jiao
- Law Kar-ying : Lu Boshe (en)
- Eddie Cheung : Chen Gong
- Jonathan Wong (en) : Cao Ren

## Production
Le 15 mars 2016, Suzuki Akihiro, le producteur de la série de jeux vidéo Dynasty Warriors  de Koei Tecmo, et la société de production hongkongaise HMV Digital China annoncent lors du 20e marché du film et téléfilm de Hong Kong qu'ils produiront un film en prise de vues réelles de la franchise. Le film sera réalisé par Roy Chow, produit et écrit par Christine To, pour une sortie annoncée en 2017,.
Le 8 juillet 2017, le président exécutif de HMV Digital China, Stephen Shiu Jr., révèle sur son weibo que le tournage du film commencera le 11 juillet. Il annonce également qu'il avait approché Koei Tecmo il y a quatre ans et obtenu les droits d'adapter la franchise Dynasty Warriors au cinéma. Le 11 juillet, Shiu révèle que Han Geng, Wang Kai (en), Louis Koo, Tony Yang et Gulnazar (en) font partie de la distribution.
Le 28 septembre 2017, le réalisateur Roy Chow annonce qu'après 63 jours de tournage en Chine continentale, l'équipe se rendra en Nouvelle-Zélande en novembre 2017 pour tourner des scènes d'arrière-plan. Pendant le tournage en Chine continentale, Louis Koo s'est blessé à l'œil mais a insisté pour rester jusqu'à la fin. Cependant, Roy Chow a refusé de le laisser rester et l'a renvoyé à Hong Kong pour recevoir un traitement médical. Une fois remis, Koo s'est précipité en Nouvelle-Zélande pour rejoindre le reste de l'équipe. Chow déclare plus tard qu'il fut très impressionné par l'engagement et le professionnalisme de Koo,.
Le tournage de Dynasty Warriors se termine le 28 novembre 2017. La phase de pré-production a duré huit mois, la phase de tournage a duré cinq mois et la phase de post-production a duré jusqu'à un an.

## Sortie
Une bande-annonce pour Dynasty Warriors est présentée le 19 mars 2018, accompagnée d'une annonce selon laquelle le film devrait sortir en salles en 2019,.
En mars 2021, une autre bande-annonce est présentée indiquant une sortie le 29 avril 2021 à Hong Kong et le 30 avril 2021 en Chine.

## Accueil critique
Edmund Lee du South China Morning Post donne au film la note de 2,5 étoiles sur 5,  critiquant l'humour et les choix des acteurs, mais complimentant son accent sur l'histoire plutôt que sur l'action.